# Жаклин Алауи
Жаклин Алауи е българска тенисистка. Състезателка за Фед Къп.
Състезателка е на Тенис клуб „ЦСКА“, ТК „М-Спорт“ и ТК „Дема“. Започва да играе тенис на 9-годишна възраст. Най-доброто ѝ класиране при девойките е №170 на 15 май 2006 г.
Нейни треньори са били Радослав Радев и Ивайло Цонев.
Печелила е редица юношески турнири. През 2006 г. печели титлата на двойки заедно с Таня Райкова в категория до 16 г. на големия турнир за юноши и девойки „Еди Хер Интернешънъл“ във Флорида, САЩ.
- 2006 – печели държавното първенство в зала на двойки заедно с Елена Стоянова, а поединично е финалистка.
- 2007 – вече е шампионка на сингъл и на двойки в зала с Десислава Младенова. На държавното лично първенство става шампионка на двойки с Елена Узунова, като двете побеждават на финала Филипа Габровска и Виргиния Трифонова.
- 2008 – защитава шампионската си титла на сингъл на държавното първенство в зала, като на финала побеждава Далия Зафирова. На двойки е вицешампионка с Таня Германлиева. През юли достига до финала на турнира в Дамаск (Сирия), но губи в два сета.
- 2009 – победителка е на сингъл и на двойки (с Виктория Томова) от държавното първенство в зала.

Завършва средното си образование в Спортно училище „Ген. Владимир Стойчев“. От 2009 г. е студентка в Калифорнийския Щатски Университет в Лонг Бийч (California State University, Long Beach).

## Финали на ниво ITF: 1 (0–1)

### Сингъл: 1 (0–1)
| $100 000 |
| $75 000  |
| $50 000  |
| $25 000  |
| $15 000  |
| $10 000  |

| Изход      | No. | Дата       | Турнир                    | Настилка | Съперничка      | Резултат |
| ---------- | --- | ---------- | ------------------------- | -------- | --------------- | -------- |
| Финалистка | 1.  | 6 юли 2008 | Дамаск, Сирия ITF $10 000 | Твърда   | Магали де Латре | 5–7, 2–6 |

## Класиране в ранглистата в края на годината
| Година | 2006 | 2007 | 2008 |
| Сингъл | 1172 | 1076 | 907  |
| Двойки | -    | -    | 963  |